# نيكلاس أريكسون
نيكلاس أريكسون (بالسويدية: Niklas Eriksson)‏ هو لاعب هوكي الجليد سويدي، ولد في 17 فبراير 1969 في Västervik ‏ في السويد.

## وصلات خارجية
- نيكلاس أريكسون على موقع دوري الهوكي الوطني (الإنجليزية)
- نيكلاس أريكسون على موقع EliteProspects.com (الإنجليزية)
- نيكلاس أريكسون على موقع Eurohockey.com (الإنجليزية)
- نيكلاس أريكسون على موقع HockeyDB.com (الإنجليزية)
- نيكلاس أريكسون على موقع أوليمبيديا (الإنجليزية)
- نيكلاس أريكسون على موقع اللجنة الأولمبية السويدية (السويدية)